# Dodge Lancer

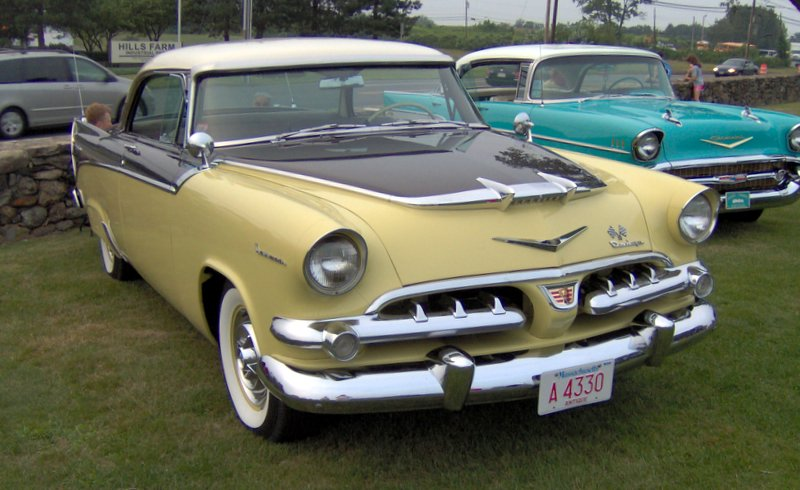
Dodge Custom Royal Lancer

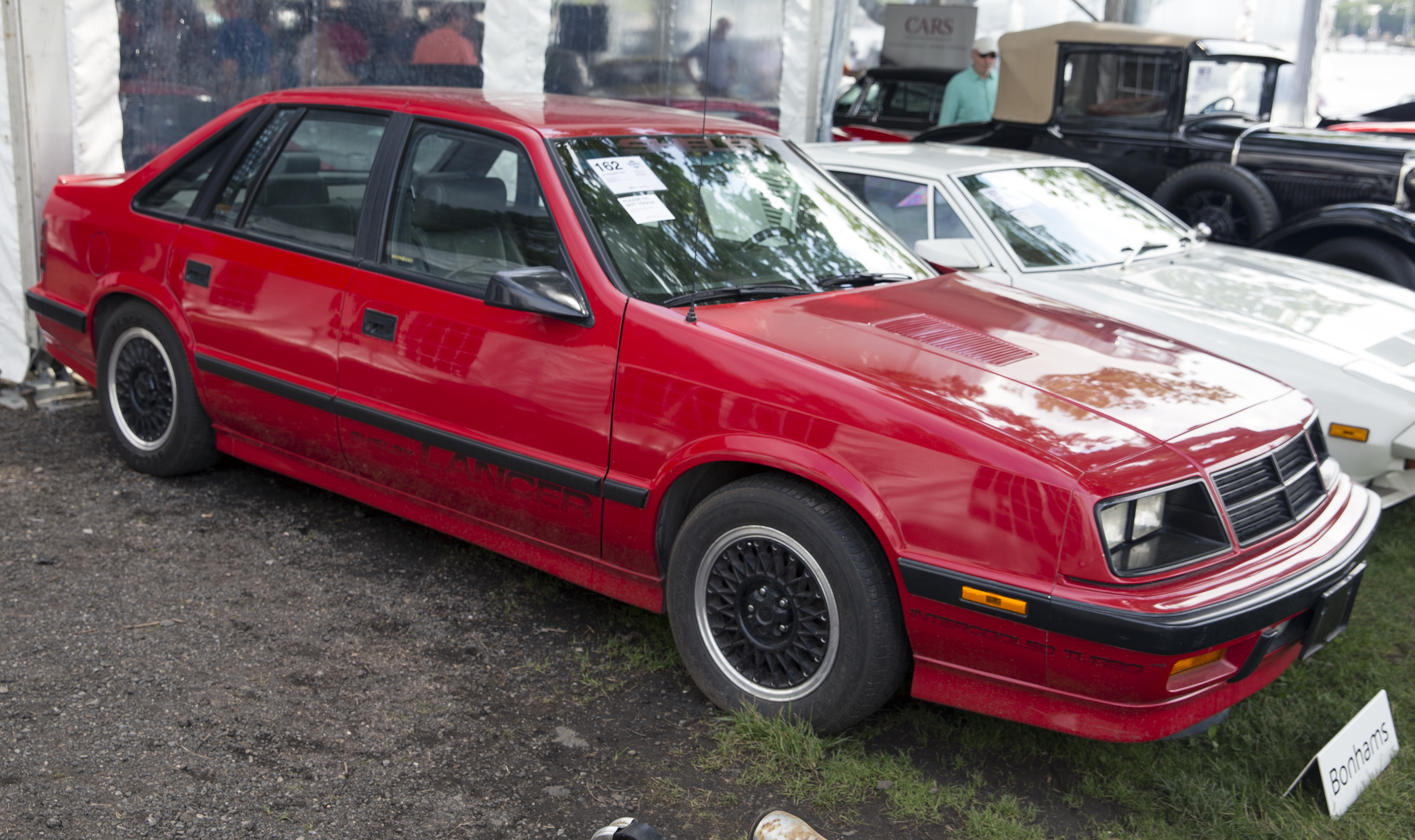
Lancer Shelby

Dodge Lancer — семейство автомобилей среднего класса, выпускаемых американской компанией Dodge с 1955 по 1989 год.

## Первое поколение (1955—1959)
С 1955 по 1959 год двух- и четырёхдверные модели назывались Lancer. Этот индекс получили модели Dodge Coronet и Dodge Custom Royal. Всего было выпущено 11397 экземпляров Dodge Custom Royal. Также продавались модификации D-500 и Super D-500.

## Второе поколение (1960—1962)
С 1961 года индексом Lancer обозначались автомобили Plymouth Valiant. В 1962 году автомобили были переименованы в Dodge Dart.

### Галерея

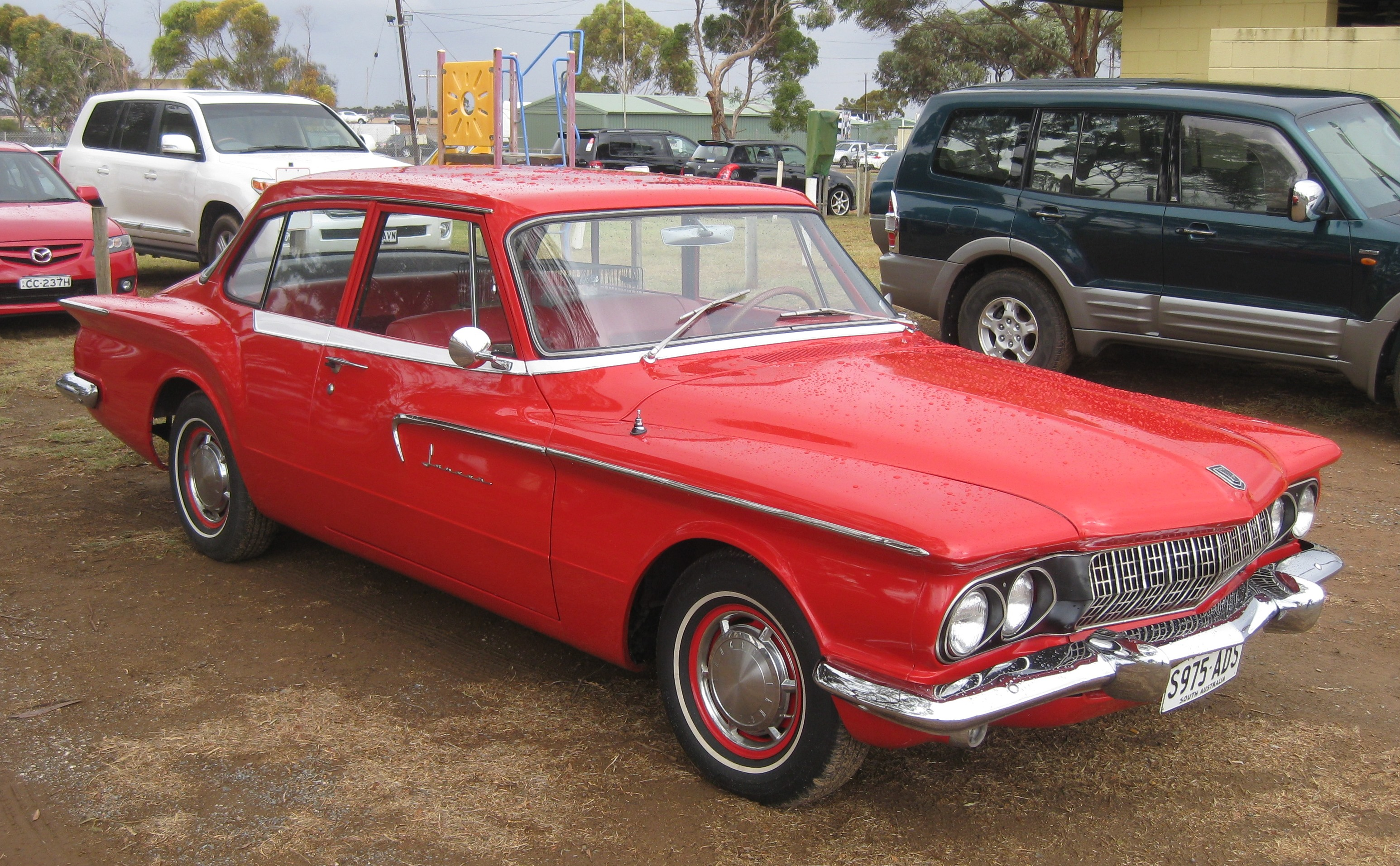
Dodge Lancer 170
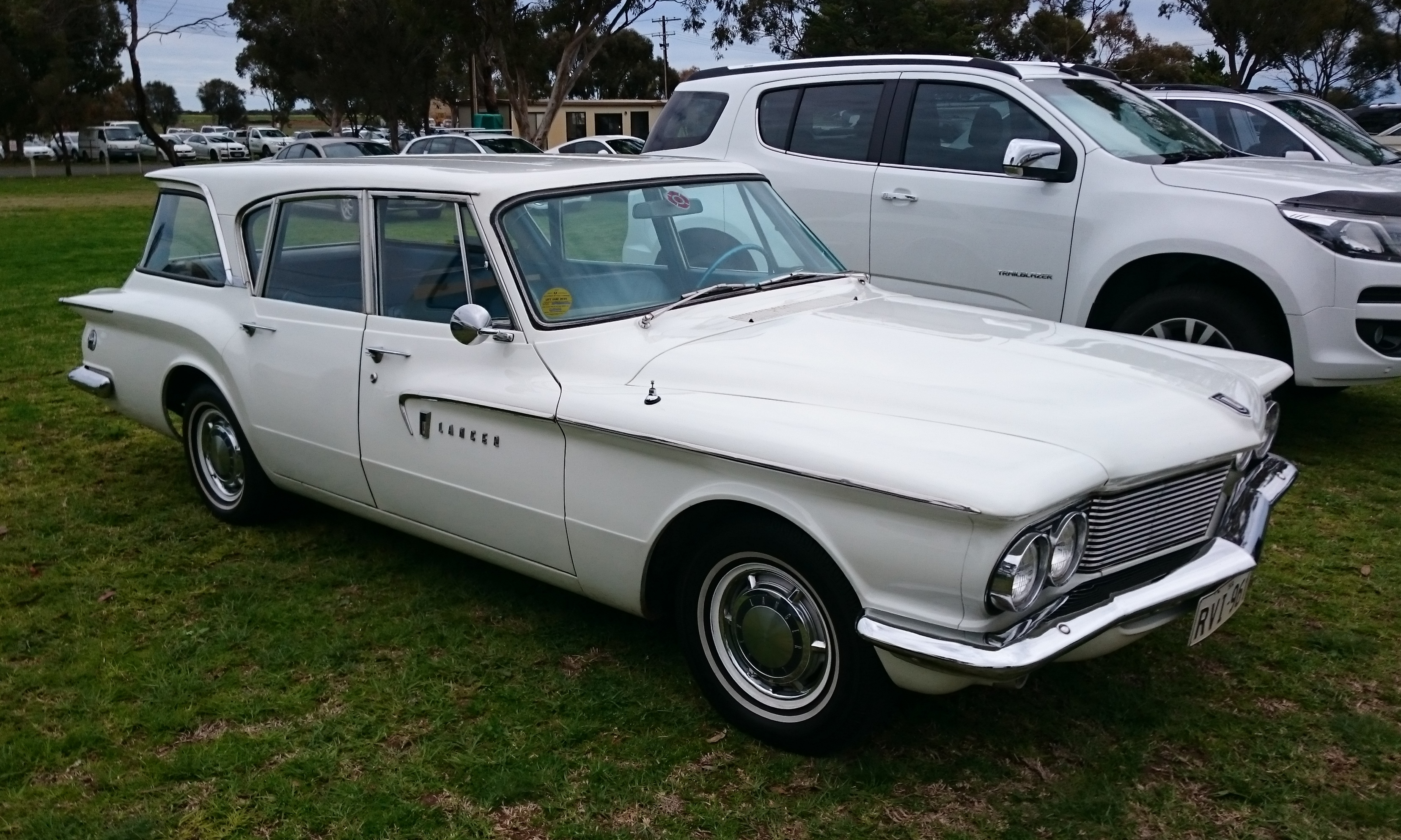
Dodge Lancer 770
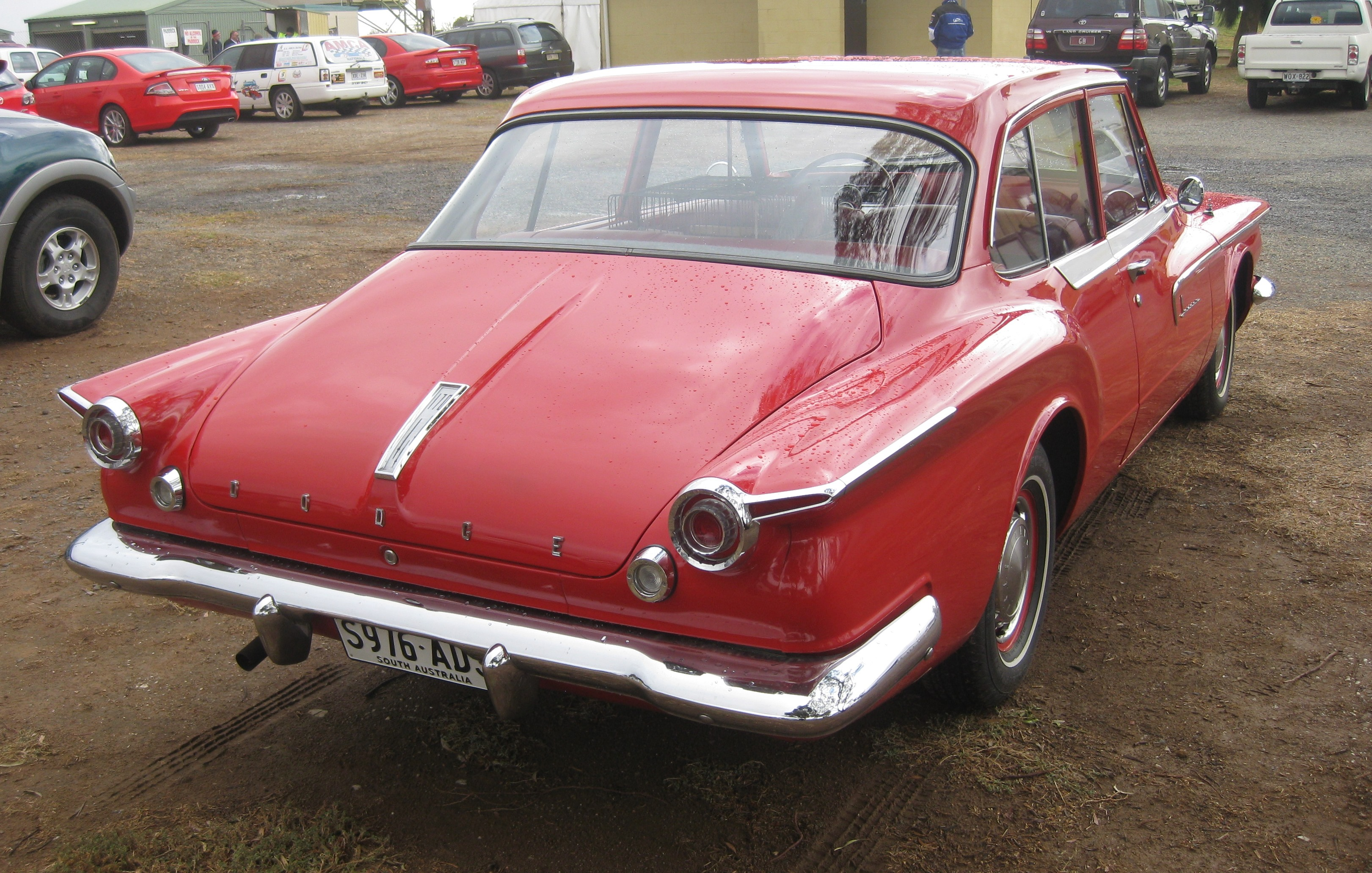
Dodge Lancer 170
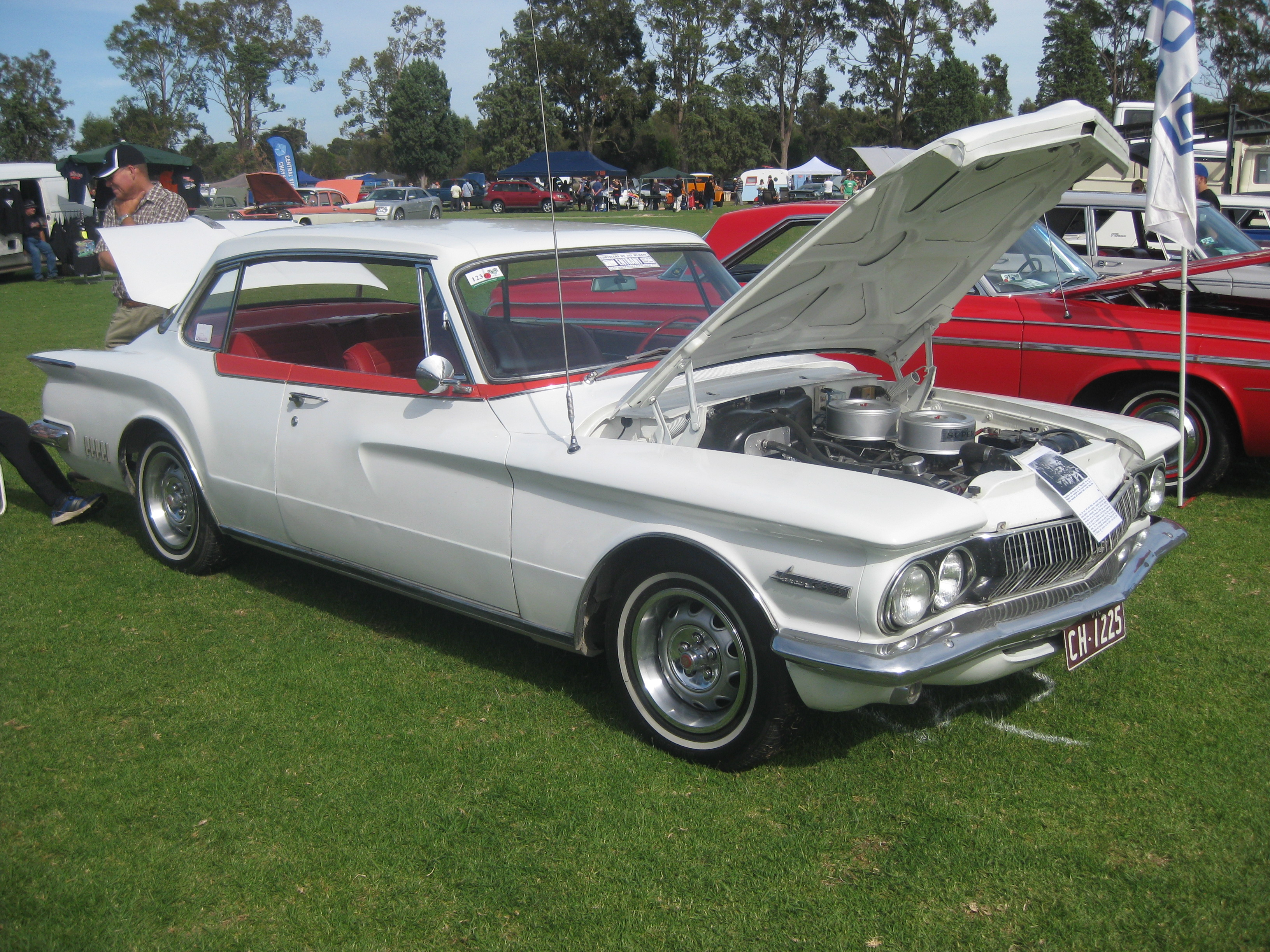
Dodge Lancer GT
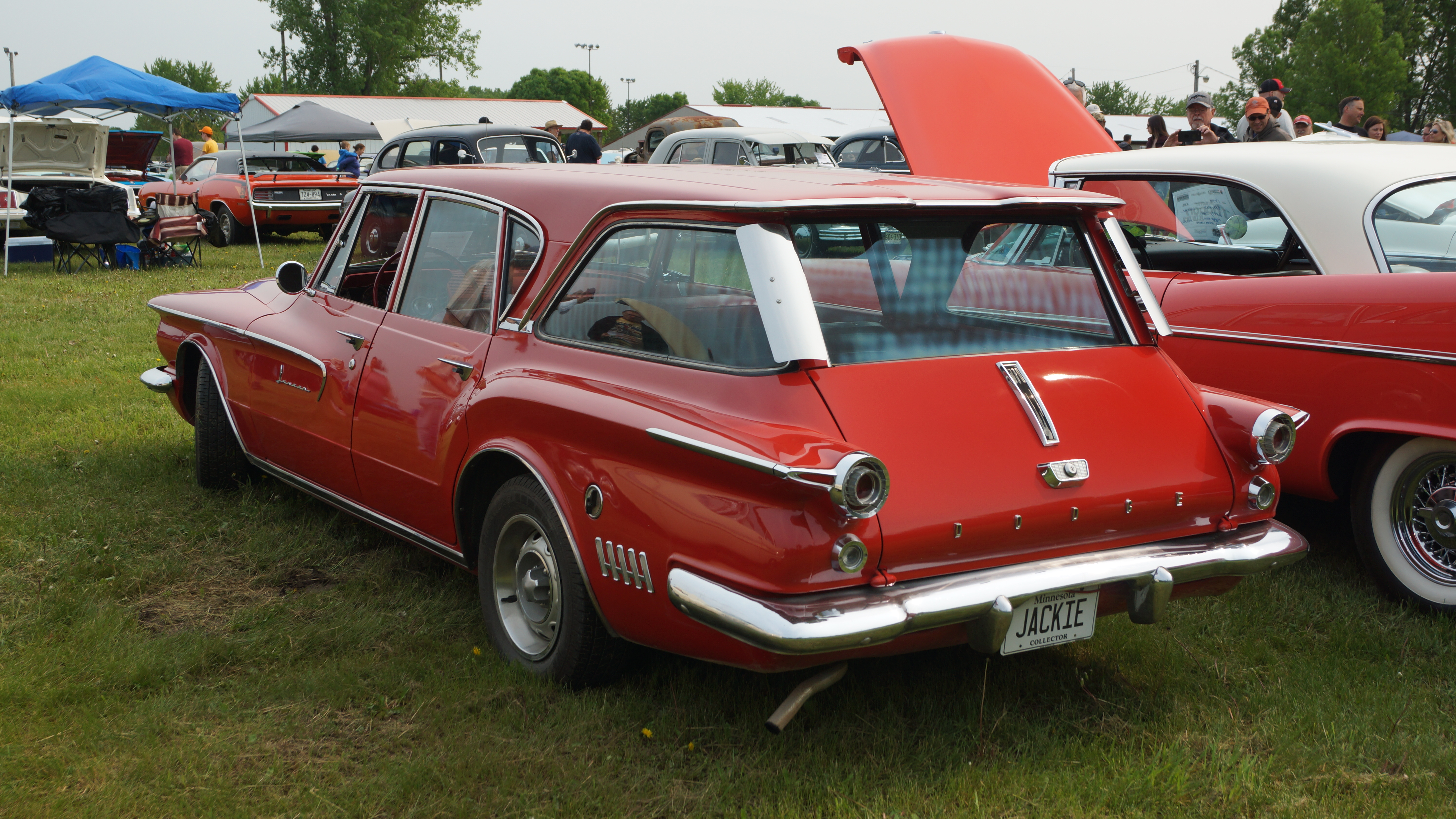
Dodge Lancer 770

## Третье поколение (1985—1989)
С 1985 года индексом Lancer обозначался 5-дверный среднеразмерный хетчбэк, который являлся модернизацией Dodge Spirit. В иерархии автомобиль занимал промежуток между Dodge Aries и Dodge 600. Также был представлен спортивный автомобиль Shelby Lancer. Производство завершилось 7 апреля 1989 года.

### Продажи
|       | Хетчбэк | Shelby | Всего  |
| ----- | ------- | ------ | ------ |
| 1985  | 45853   | —      | 45853  |
| 1986  | 51897   | —      | 51,897 |
| 1987  | 26569   | —      | 26569  |
| 1988  | 9064    | 279    | 9343   |
| 1989  | 2585    | 208    | 2793   |
| Всего | 135968  | 487    | 136455 |